# Hoàng Thái hậu Eishō
Hoàng thái hậu Eishō (英照皇太后 (Anh Chiếu hoàng thái hậu) Eishō-kōtaigō, 11 tháng 1,1835 – 11 Tháng 1, 1897), khuê danh Kujō Asako (九條夙子 (Cửu Điều Túc Tử)) là Nữ ngự, chính thất của Thiên hoàng Hiếu Minh. Đồng thời, bà là mẹ trên danh nghĩa của Thiên hoàng Minh Trị do ông đã được Thiên hoàng Kōmei đưa sang làm con của bà. Sau khi chồng qua đời, bà được Thiên hoàng Minh Trị kế vị tôn bà làm Hoàng thái hậu, dù bà chưa thực sự làm Hoàng hậu ngày nào.

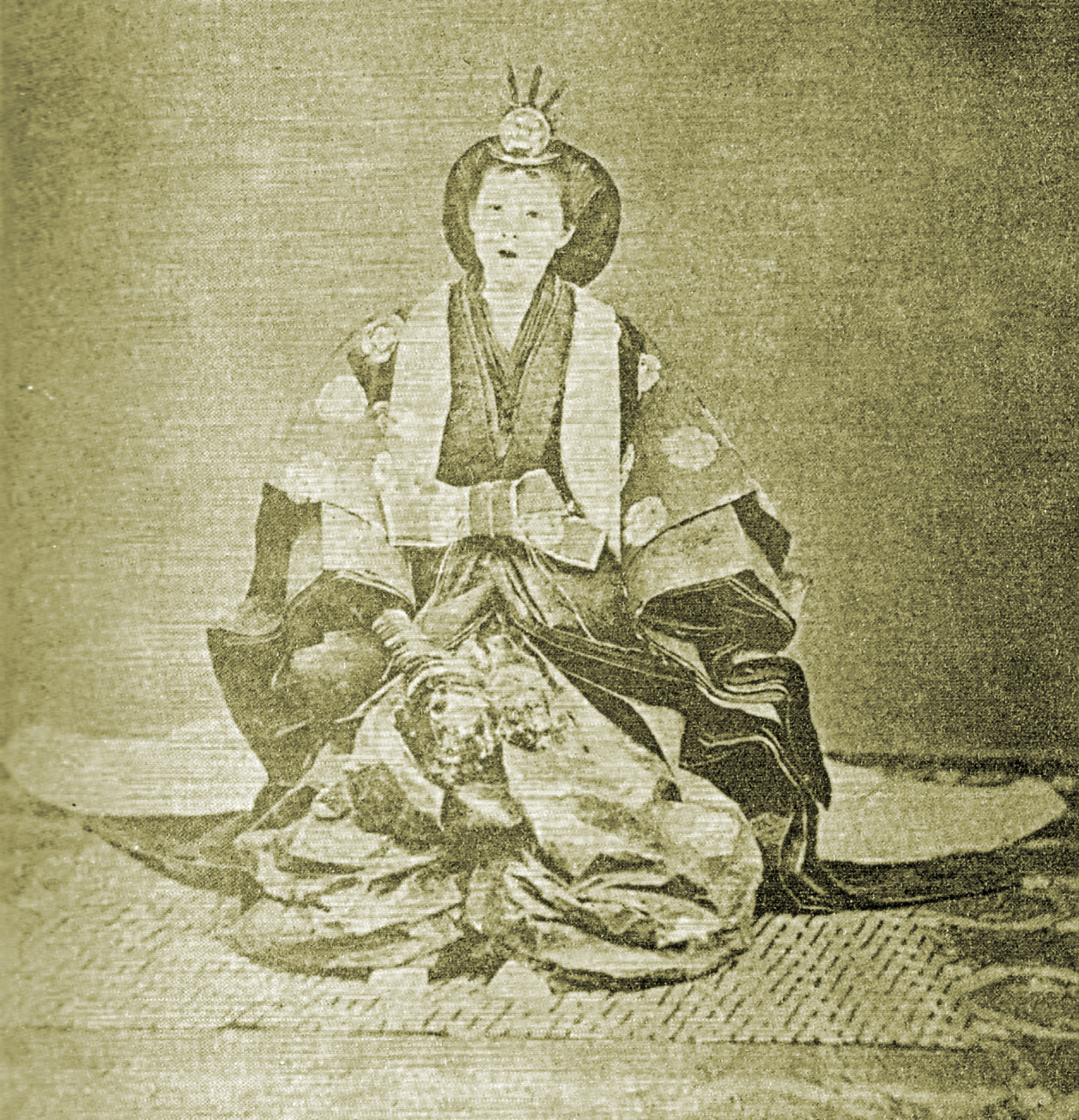
Ảnh chụp Anh Chiếu Hoàng hậu, Chuẩn hậu của Thiên hoàng Komei

Bà cũng được biết đến với danh hiệu không chính thức là Anh Chiếu Hoàng hậu (英照皇后 (Anh Chiếu Hoàng hậu) Eishō-kōgō).

## Tiểu sử
Cửu Điều Túc Tử (Kujō Asako) sinh ngày 11 tháng 1 năm 1835, là con gái của viên quan kampaku Kujō Hisatada, cũng là chị gái của Tả đại thần Kujō Michitaka. 
Năm 1845, ngày 14 tháng 9, khi mới 12 tuổi, bà kết hôn với Hoàng thái tử, Thân vương Okihito (統仁; Thống Nhân) lớn hơn bà 3 tuổi. Sang năm sau, ngày 10 tháng 3 năm 1846, Thân vương Okihito kế vị, trở thành Thiên hoàng Kōmei (Nhân Hiếu Thiên hoàng). Ngày 7 tháng 12 năm 1848, bà được ban Tòng tam vị (従三位), sang ngày 15, bà được tấn phong làm Nữ ngự (女御, Nyogo), vị trí chỉ sau Hoàng hậu và Trung cung. 
Ban đầu, Thiên hoàng Kōmei vốn muốn lập bà làm Hoàng hậu, nhưng lại bị Mạc phủ nhất mực phản đối. Thay vào đó, Mạc phủ kiên quyết cho rằng nên phong bà ở vị trí Chuẩn tam cung (准三宮) trước. Chuẩn tam cung, còn gọi Chuẩn tam hậu (准三后) hoặc gọi tắt Chuẩn hậu (准后) là danh vị được ban cho các nữ quyến, nữ viện hoặc đại thần nhiếp chính, hàm ý địa vị phía sau ba người: Thái hoàng thái hậu, Hoàng thái hậu và Hoàng hậu (trước Minh Trị Duy Tân, ba tước vị này hợp xưng lại thành Tam cung hoặc Tam hậu), tuy vậy nhưng xét về đãi ngộ thì các Chuẩn hậu lại tương đương với Tam cung. Vì vậy, năm 1853, ngày 7 tháng 5, Túc Tử chính thức nhậm Chính tam vị (正三位), kiêm Chuẩn tam cung (准三宮).

### Nữ ngự

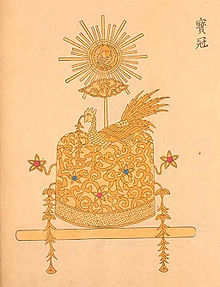
Mũ miện chính thức (Hokan) được sử dụng bởi các Nữ Ngự (bản vẽ năm 1840)

Sau khi kết hôn, năm 1850 và năm 1858, bà sinh hạ hai hoàng nữ (Nội thân vương) là Junko và Fuki, nhưng không may cả hai đều chết yểu. Năm 1860, ngày 10 tháng 7, Thiên hoàng Kōmei ban sắc lệnh, mệnh cho Chuẩn hậu Asako nhận nuôi Thân vương Mutsuhito (睦仁; Mục Nhân, về sau là Thiên hoàng Meiji) lúc này 9 tuổi, là con trai của bà Điển thị Nakayama Yoshiko (中山慶子; Trung Sơn Khánh Tử) dưới danh nghĩa "thật tử" (con ruột). Tình cảm giữa bà và Thân vương rất gắn bó, khi còn nhỏ ông cũng thường ghé ngự điện của bà và gọi bà là mẹ, điều này trở lên đặc biệt quan trọng trong thời kỳ bất ổn sau khi Thiên hoàng Kōmei đột ngột qua đời vào năm 1867.

### Hoàng thái hậu
Năm 1867, khi bà 33 tuổi, Thiên hoàng Kōmei đột ngột qua đời, Thiên hoàng Meiji kế vị, cùng năm ông đã cho xây dựng Kinh Đô Đại cung Ngự sở (京都大宮御所) ở Kyoto để dâng tặng cho bà. Năm 1868, ngày 18 tháng 3, với tư cách là mẹ Thiên hoàng, bà được tấn tôn danh vị Hoàng thái hậu (皇太后), dù bà chưa từng đảm nhận vị trí Hoàng hậu. Năm 1872 (Minh Trị năm thứ 5), Thiên hoàng ra lệnh dời đô đến Tokyo, bà ban đầu cư trú tại Ly cung Akasaka, sang năm 1874 thì chuyển sang Khu cư trú Hoàng gia Akasaka (Xích Bản ngự dụng địa).
Ngày 11 tháng 1 năm 1897 (Minh Trị năm thứ 30), Hoàng thái hậu qua đời tại Ngự sở Aoyama (青山御所; Thanh Sơn Ngự sở), Tokyo. Ngày 30 cùng tháng, Thiên hoàng truy tặng cho bà thụy hiệu Anh Chiếu Hoàng thái hậu (英照皇太后 (Anh Chiếu Hoàng thái hậu) Eishō kōtaigō). Bà được an táng tại lăng Senyū-ji tại Higashiyama-ku, Kyoto; đồng táng với Thiên hoàng Kōmei.

### Sở thích
Có thể do ảnh hưởng từ chồng là Thiên hoàng Nhân Hiếu nên sinh thời Anh Chiếu Hoàng thái hậu rất yêu thích loại hình kịch Nō (Năng vũ). Năm 1878, một sảnh diễn kịch Nō được cho xây dựng tại Ngự sở Aoyama, sang năm 1881, sân khấu diễn kịch Nō Shiba (Nay là sân khấu kịch Nō đền Yasukuni) được xây dựng, là sân khấu diễn đầu tiên tại Nhật được xây chuyên dụng cho kịch Nō, một trong các mục đích xây dựng là dùng cho Hoàn thái hậu có thể thoải mái xem kịch.

Bên cạnh đó, bà cũng thường hay cho gọi các diễn viên kịch một cách bất ngờ, vào bất cứ khi nào bà muốn xem kịch. Trong một dịp, bà cho gọi hai diễn viên được liệt vào hàng bậc thầy kịch Nō đương thời là Umewaka Minoru I cùng Hōshō Kurō Tomoharu, vào thay nhau diễn cùng một vở kịch cho bà, và thưởng thức phong cách trình diễn khác nhau của hai người.

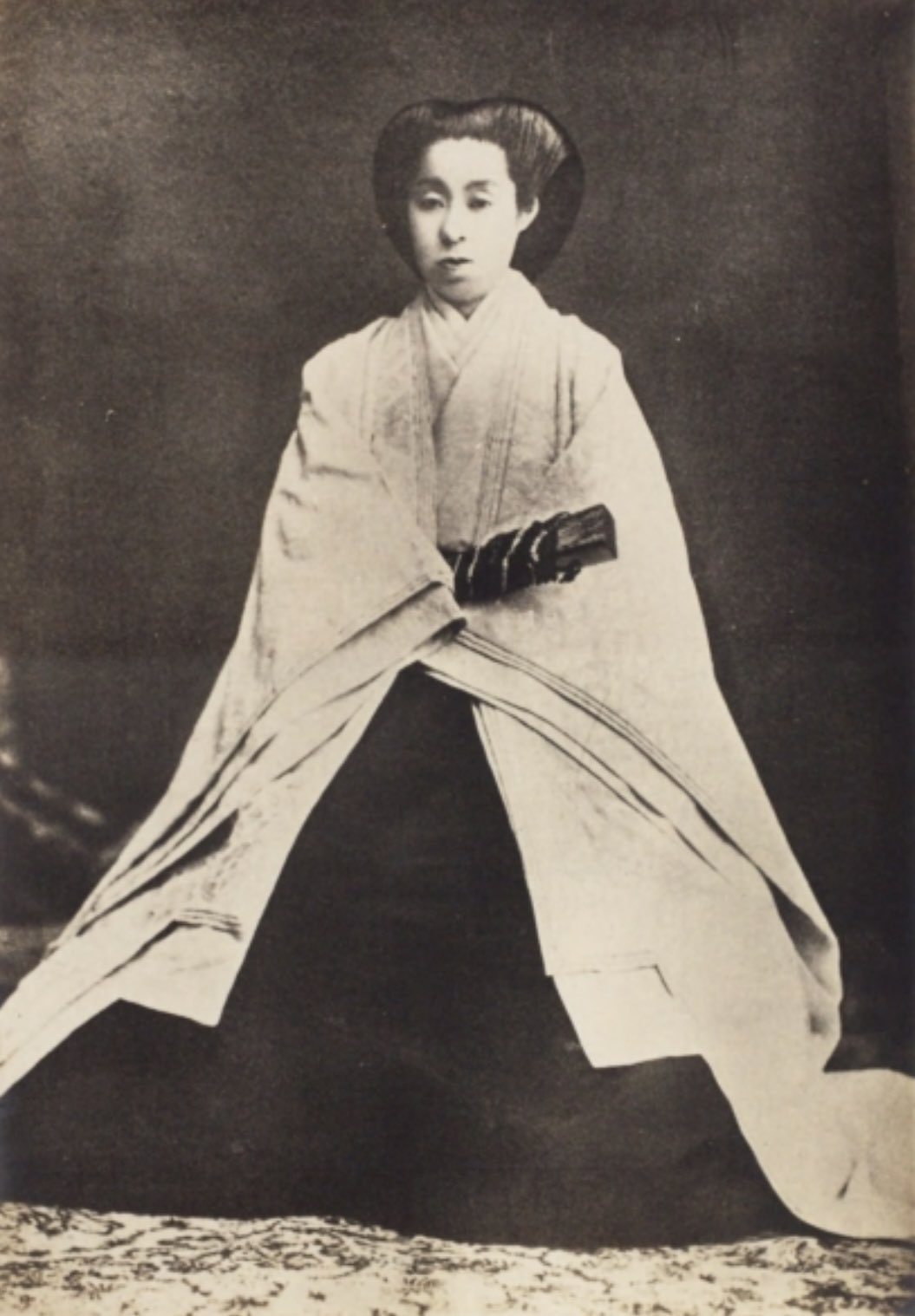
Anh Chiếu Hoàng thái hậu (1889)